# Königsberg-Cranzer Eisenbahngesellschaft

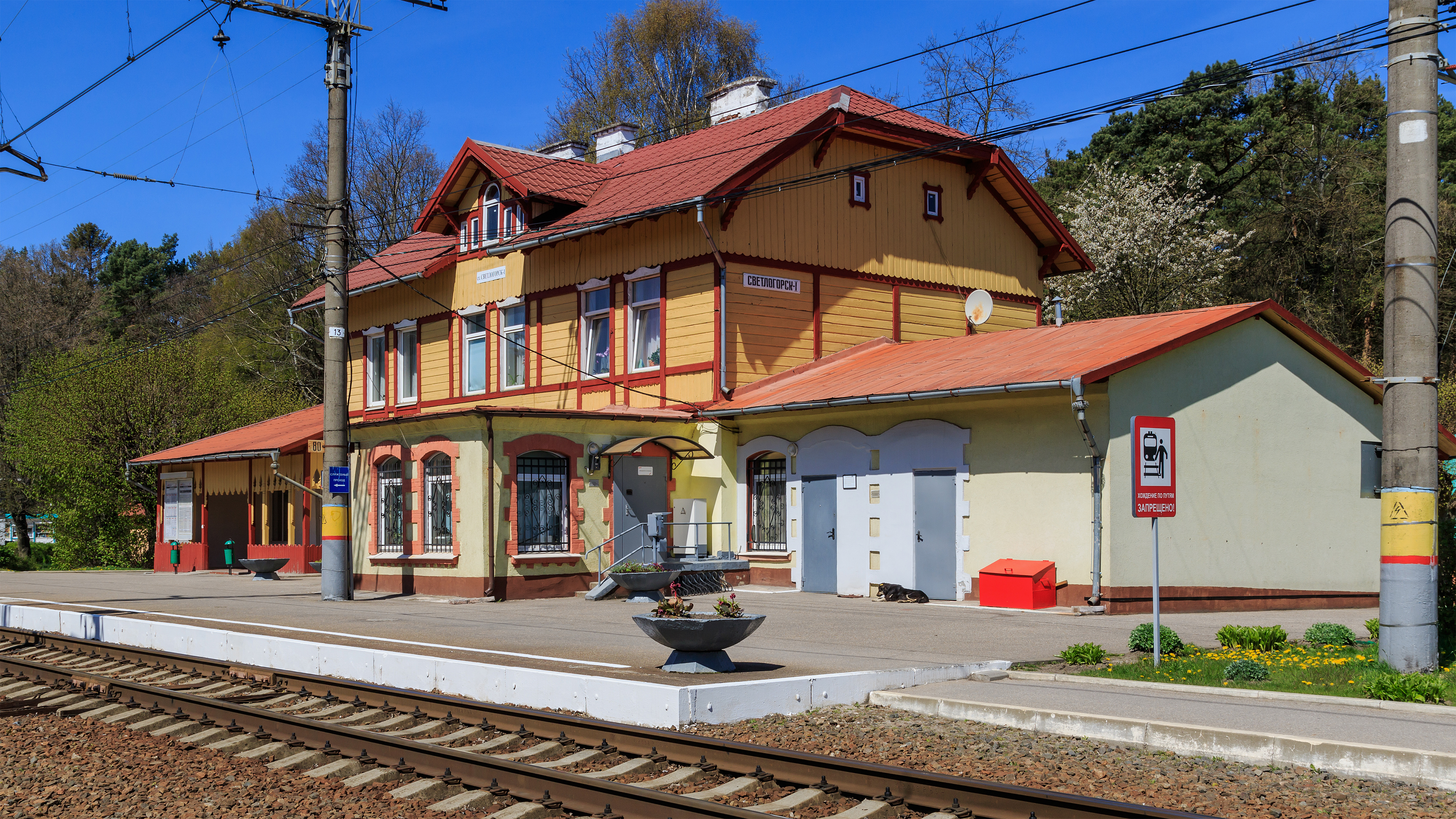
Het station Svetlogorsk-1 (oorspronlekijk Rauschen-Ort) dat uit de Duitse tijd stamt en nog steeds in gebruik is

De Königsberg-Cranzer Eisenbahngesellschaft was een Duitse treinmaatschappij die zich toespitste op de verbinding tussen de Oost-Pruisische hoofdstad Koningsbergen (Königsberg) en de Samlandse Oostzeekust.
Op 31 december 1885 vertrok de eerste trein richting badplaats Cranz. De 28 km lange verbinding vertrok in het noorden van Koningsbergen tot in Cranz. Vanaf 8 juli 1895 ging de verbinding nog 2 km verder tot in Cranzbeek aan het Koerse Haf, waar er ook een aansluiting per schip was naar Memel (volgens andere bronnen opende deze lijn pas op 20 december 1900). 
Het spoorwegennet werd nog uitgebreid en omvatte zo'n 49 km. De KCE had 12 stoomlocomotieven ter beschikking. Tussen Koningsbergen en Cranz werd in de zomer elk uur gereden al dan niet met een tussentijdse stop. Vanaf 1 augustus 1934 beschikte de maatschappij ook over 3 autobussen. 
Er waren ook enkele nevensporen die nu niet meer gebruikt worden, maar de hoofdlijn wordt nu ook nog gebruikt nu het gebied Russisch geworden is. 